# Turritellidae
Turritellidae (nomeadas, em inglês, turritella - nome de seu principal gênero -, worm snail ou worm shell e, em castelhano, torrecilla -sing.) é uma família de moluscos gastrópodes marinhos, herbívoros-detritívoros, classificada por Sven Ludvig Lovén, em 1847, e pertencente à subclasse Caenogastropoda. Sua distribuição geográfica abrange principalmente os oceanos tropicais da Terra, embora muitas espécies sejam adaptadas a ambientes mais frios; em bentos lamacentos ou arenosos da zona nerítica, onde se enterram.

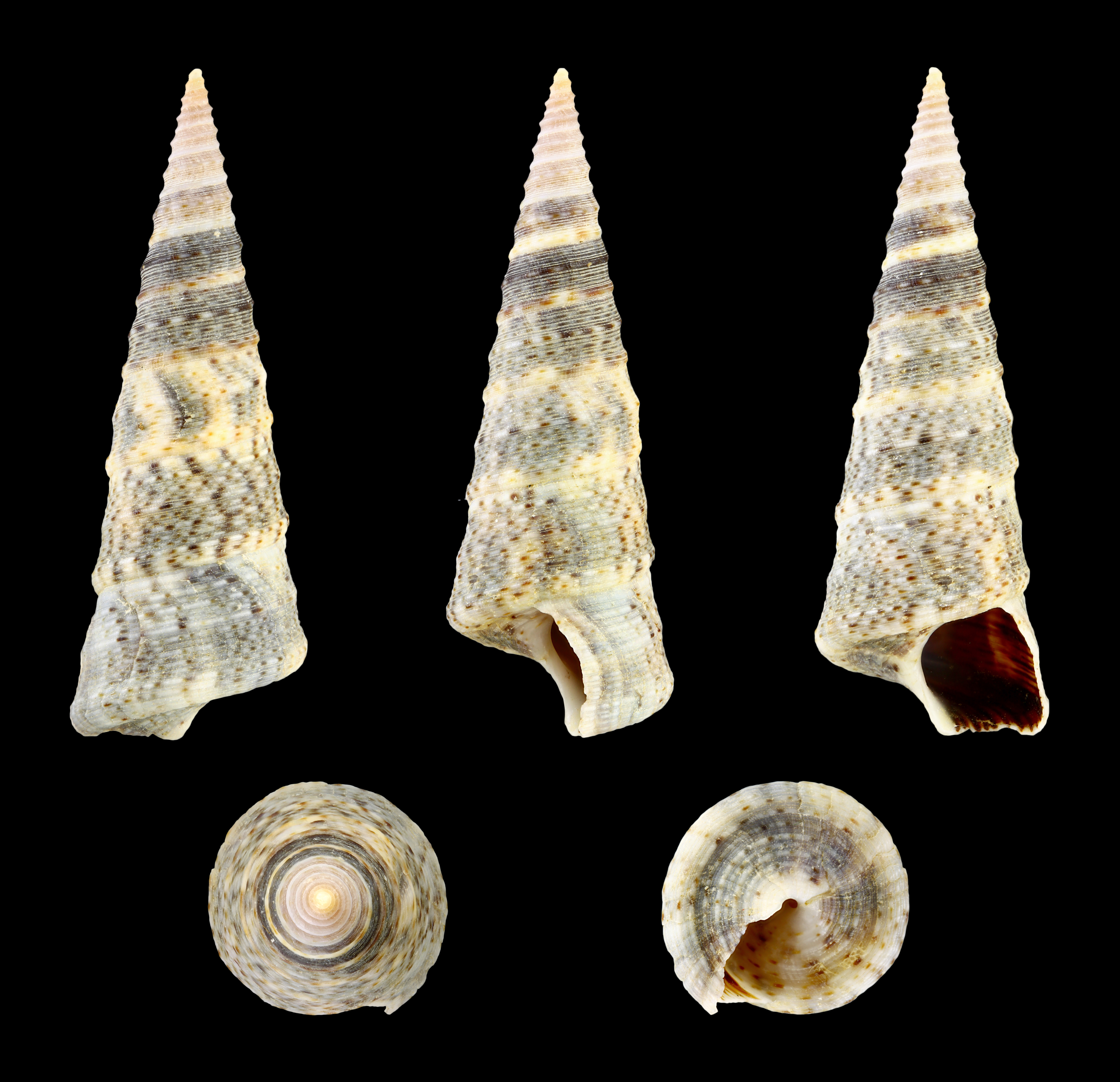
Cinco vistas da concha de Turritella banksii Gray in Reeve, 1849[10]; espécime proveniente de Coclé, Panamá.

## Descrição
Compreende, em sua quase totalidade, caramujos ou búzios de conchas fusiformes e com espiral alta; normalmente pequenas, com poucas atingindo tamanhos superiores aos 10 centímetros de comprimento; cobertas com um relevo, em sua maioria com ranhuras espiraladas. Sua abertura não apresenta um canal sifonal e seu lábio externo é fino. Opérculo córneo. Conchas de Turritellidae se assemelham às conchas de moluscos da família Terebridae, tendo suas voltas mais arredondadas e opacas. Na subfamília Vermiculariinae a espiral encontra-se frouxa, se estendendo de maneira livre e irregular, ao se afastar de seu ápice.

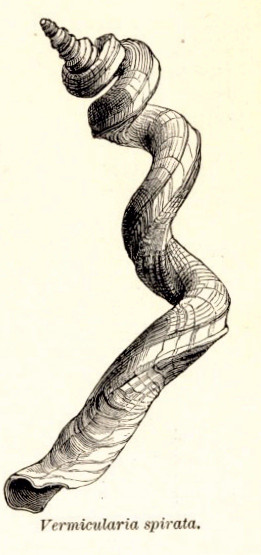
Ilustração (1903) da concha de Vermicularia spirata (Philippi, 1836), do sudeste da Flórida, Bermudas e Antilhas[3]; pertencente à subfamília Vermiculariinae.

## Classificação de Turritellidae: subfamílias e gêneros viventes

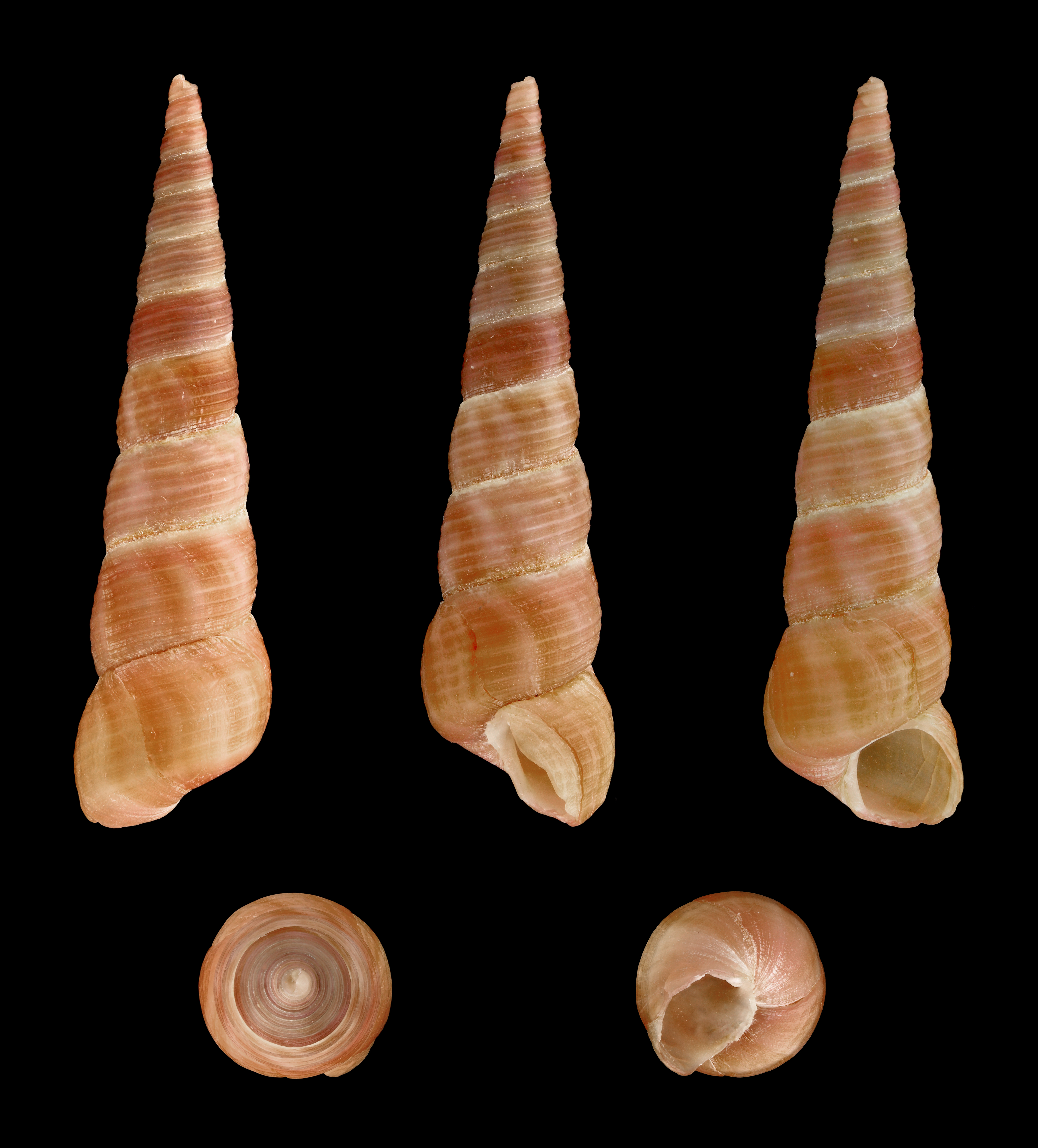
Cinco vistas da concha de Turritella communis Risso, 1826; espécime proveniente da França; espécie do leste do oceano Atlântico e mar Mediterrâneo.

De acordo com o World Register of Marine Species, suprimidos os sinônimos e gêneros extintos.
Subfamília Orectospirinae Habe, 1955
Orectospira Dall, 1925
Subfamília Pareorinae Finlay & Marwick, 1937
Mesalia Gray, 1847
Pareora Marwick, 1931
Subfamília Protominae Marwick, 1957
Protoma Baird, 1870
Subfamília Turritellinae Lovén, 1847
Archimediella Sacco, 1895
Armatus Golikov, 1986
Banzarecolpus Powell, 1957
Colpospira Donald, 1900
Gazameda Iredale, 1924
Maoricolpus Finlay, 1926
Stiracolpus Finlay, 1926
Tachyrhynchus Mörch, 1868
Turritella Lamarck, 1799
Zeacolpus Finlay, 1926
Subfamília Vermiculariinae Dall, 1913
Callostracum E. A. Smith, 1909
Vermicularia Lamarck, 1799 (worm snail ou worm shell -sing.)
- Cinco vistas da concha de Turritella communis Risso, 1826[3]; espécime proveniente da França; espécie do leste do oceano Atlântico e mar Mediterrâneo.[3]